# یواس‌ان‌اس نیو بدفورد
یواس‌ان‌اس نیو بدفورد (به انگلیسی: USNS New Bedford) یک کشتی بود که طول آن 177 ft بود. این کشتی در سال ۱۹۴۵ ساخته شد.